# Juan Fernández (pilote automobile)
Pour les articles homonymes, voir Fernández et Juan Fernández.
Juan Fernández García, né le 13 février 1930 à Sabadell et mort le 22 juin 2020 dans la même ville, est un pilote automobile espagnol de courses de côte.

## Biographie
Sa carrière en compétitions de la montagne nationales s'étend de 1964 (sur Porsche 911 puis rapidement 908, voiture à laquelle il reste fidèle jusqu'en 1973) à 1990 (sur Osella PA9). Il a également piloté des Lola à partir de 1977.
En six participations entre 1970 et 1981, il a terminé cinquième des 24 Heures du Mans 1973 sur la 908 avec le Suisse Bernard Chenevière et "Franco" Torredemer (pour l'Escuderia Montjuïc). 

## Palmarès

### Titres
- Double Champion d'Europe de la montagne de Catégorie Sports Cars (et Trophée FIA), en 1973 (sur Porsche 908/3 (Gr. 7)) et en 1974 (sur Osella PA2 Abarth (Gr. 7)) ;
- Nonuple Champion d'Espagne de la montagne absolu (record), en 1973 sur Porsche 908, 1975 sur Osella-BMW, puis de 1977 à 1983 sur Lola-BMW.

### Victoires notables en championnat d'Europe
- 1972, 1975, 1978 et 1979: al Fito ;
- 1964, 1965, 1966, 1975, 1978 et 1982: Montseny (2e en 1979, 1981, 1982, 1986 et 1989, 1er en catégorie Prototypes en 1968).

### Autres victoires nationales notables
- 1966 : Trofeo Juan Pinol, qui devient ;
- 1967 : 6 Heures de Barcelone, qui deviennent ;
- 1969 : 12 Heures de Barcelone ;
- 1971, 1975, 1978 et 1979 : mémorial Miguel Angel Martínez Noriega (Al Fito) ;
- 1979, 1983, 1986, 1987, 1988 et 1989 : Desierto (Las Palmas) ;
- 1982 : mémorial Jordi Plana (Prades).

(Nota Bene : il fait également 2e des 6 Heures de Jarama en 1969 avec "Chico" Godia-Sales et 3e en 1970 avec Jo Siffert)